# Günther Simon
Günther Simon (né le 25 mars 1925 à Berlin, mort le 25 juin 1972 dans cette même ville) est un acteur allemand.

## Biographie
Ce fils de Friedrich Simon, un banquier, fréquente à côté du gymnasium une école de théâtre privée. Durant son Reichsarbeitsdienst en 1943, il signe pour faire partie des parachutistes et s'inscrit aussi au NSDAP. Lors du débarquement des Alliés, il est présent en Normandie, est fait prisonnier par les Américains qui l'envoient dans un camp dans le Colorado. Il fait alors sa première montée sur une scène.
De retour en 1947, il reprend des cours auprès de Karl Meixner (de) au Hebbel-Theater (de). Il fait ses débuts au théâtre de Köthen. De 1948 à 1950, il est engagé au Mecklenburgisches Staatstheater Schwerin (de) où il rencontre Margaritha, une danseuse, qui devient son épouse. Puis il joue à Dresde et brièvement à Leipzig.
Günther Simon fait ses débuts au cinéma en 1951. Malgré son passé, il est choisi pour incarner le leader communiste Ernst Thälmann dans la biographie en deux parties qui lui est consacrée. Il rejoint le SED et devient membre de la direction de la DEFA.
Par la suite, Simon incarne les socialistes modèles, les paysans, les travailleurs et les fonctionnaires paternalistes. Au milieu des années 1960, il joue aussi ces personnages pour la télévision. Parfois il joue des rôles à l'opposé comme un homme réactionnaire face à l'émancipation des femmes dans Lots Weib ou le rôle comique et populaire d'Alfons Zitterbacke (de).
Günther Simon a eu avec sa femme Rita, trois fils et une fille. Il est enterré au cimetière de Dorotheenstadt.

## Filmographie
| - 1952: Das verurteilte Dorf - 1953: Jacke wie Hose - 1954: Ernst Thälmann – Sohn seiner Klasse - 1955: Ernst Thälmann – Führer seiner Klasse - 1956: Treffpunkt Aimée (de) - 1956: Das Traumschiff (de) - 1957: Sheriff Teddy - 1957: Vergeßt mir meine Traudel nicht (de) - 1957: Tinko (de) - 1958: Le Chant des matelots (Das Lied der Matrosen) - 1958: Le Bataillon noir (Černý prapor) - 1958: Meine Frau macht Musik (de) - 1958: Chercheurs de soleil - 1958: Geschwader Fledermaus - 1958: Der Lotterieschwede (de) - 1959: Senta auf Abwegen - 1959: L'Étoile du silence (Der schweigende Stern) - 1959: Eine alte Liebe - 1960: Einer von uns - 1960: Der Moorhund (de) - 1960: Die heute über 40 sind - 1961: Ärzte | - 1961: Das Kleid - 1961: Der Fremde (de) de Johannes Arpe - 1961: Eine Handvoll Noten (de) - 1962: Nebel - 1962: Gift (TV) - 1962: An französischen Kaminen - 1963: Geheimarchiv an der Elbe - 1964: Schwarzer Samt (de) - 1964: Preludio 11 - 1964: Das Lied vom Trompeter (de) - 1964: Titel hab ich noch nicht - 1965: Lots Weib - 1965: Wenn du groß bist, lieber Adam (de) - 1965: Der Reserveheld (de) - 1966: Alfons Zitterbacke (de) - 1966: Reise ins Ehebett (de) - 1966: Irrlicht und Feuer (TV) - 1967: Brot und Rosen - 1967–69: Krupp und Krause (TV) - 1968: Heroin (de) - 1969: Verdacht auf einen Toten - 1971: KLK an PTX – Die Rote Kapelle (de) - 1972: Reife Kirschen |

## Source de la traduction
- (de) Cet article est partiellement ou en totalité issu de l’article de Wikipédia en allemand intitulé « Günther Simon (Schauspieler) » (voir la liste des auteurs).